# Jonatan Kopelev
Jonatan Kopelev –en hebreo, יהונתן קופלב– (1 de octubre de 1991) es un deportista israelí que compitió en natación. Ganó una medalla de oro en el Campeonato Europeo de Natación de 2012, en la prueba de 50 m espalda.

## Palmarés internacional
| Campeonato Europeo | Campeonato Europeo | Campeonato Europeo | Campeonato Europeo |
| Año                | Lugar              | Medalla            | Prueba             |
| ------------------ | ------------------ | ------------------ | ------------------ |
| 2012               | Debrecen (Hungría) | Medalla de oro     | 50 m espalda       |